# Friedrich Körner (Schriftsteller)
Friedrich August Körner (* 17. April 1815 in Zwintschöna; † 31. Januar 1888 in Dresden) war ein deutscher Schriftsteller, Pädagoge und Redakteur.

## Leben und Wirken
Er war der Sohn des Lehrers Adolph Körner aus Zwintschöna bei Halle (Saale) und dessen Ehefrau Marie Elisabeth Körner geborene Kitzing. Sein Vater starb in Nietleben, seine Mutter in Halle. Nach dem Studium der Theologie und Philosophie an der Universität Halle-Wittenberg war Ferdinand Körner wie sein Vater als Lehrer und später als Oberlehrer tätig. Er wurde in den Halleschen Dichterbund aufgenommen und war in Halle (Saale) als Redakteur und in verschiedenen Ämter tätig. 1857 wurde er Professor und 1861 Direktor der Handelsakademie in Budapest. Seinen Ruhestand verbrachte er in Dresden, wo er Ende Januar 1888 starb.

## Werke (Auswahl)
- Der Kampf um die Freiheit. Ein Cyclus Romanzen aus dem Befreiungskrieg der Griechen. 1849.
- Das deutsche Vaterland. Eine Sammlung von Erzählungen, Schilderungen, Beschreibungen und Briefen für die reifere Jugend. 1852.
- Der Mensch und die Natur. Skizzen aus dem Cultur- und Naturleben. 1853.
- Die Natur im Dienst des Menschen. 5 Bde., 1855–1864.
- Charaktergemälde aus der Geschichte und dem Kulturleben des deutschen Volkes, 3 Bde., 1856 ff.
- Vaterländische Bilder aus Pommern. 1857.
- Panorama. Erzählungen und belehrende Unterhaltungen aus dem Natur- und Menschenleben. 3 Bde., 1857 ff.
- Die Weltgeschichte in Lebensbildern und Charakterschilderungen der Völker. 3 Bde., 1858.
- Große Männer – große Zeiten. Geschichte des letzten Jahrhunderts in Biographien. 2 Teile, 1869.
- Thierseele und Menschengeist. Ein Versuch zum Ausgleich der materialistischen und idealistischen Weltanschauung. Otto Wigand, Leipzig 1872.